# Puerta de Bisagra
Den Namen Puerta de Bisagra (von arabisch Bab al-Saqra; deutsch etwa ‚Tor des Feldes‘) tragen zwei benachbarte Stadttore in der ehemaligen spanischen Hauptstadt Toledo. Der Name lässt erahnen, dass das Gebiet im Norden der Stadtmauer nicht bebaut war, sondern von Feldern dominiert wurde. Beide Tore gehören zu dem von der UNESCO insgesamt als Weltkulturerbe anerkannten Altstadtbereich von Toledo.

## Lage

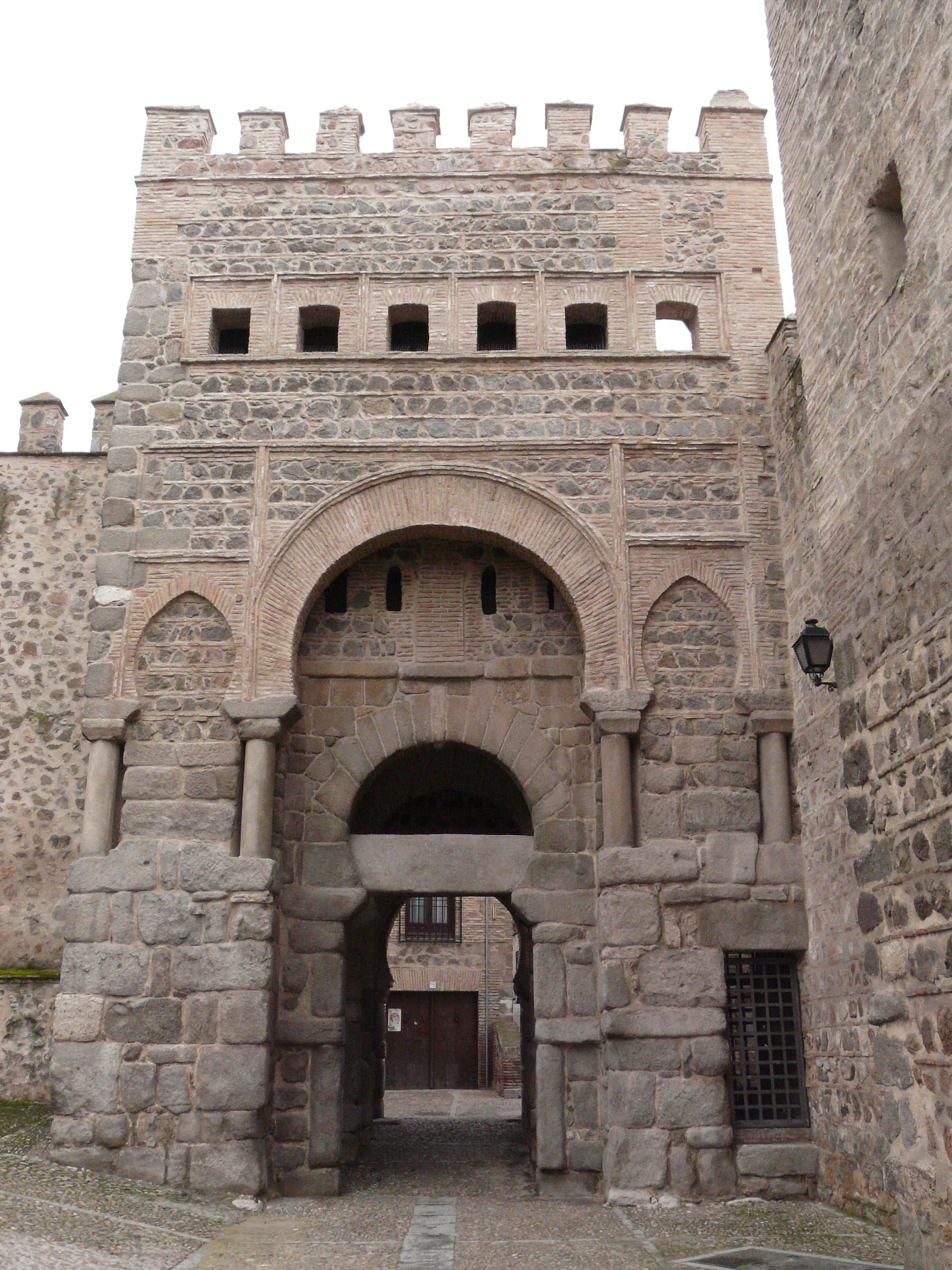
Puerta Vieja de Bisagra, Landseite

Beide Stadttore bzw. Torkomplexe befinden sich nur wenige Meter voneinander getrennt im nördlichen Teil der ehemals von einer Stadtmauer umgebenen Altstadt von Toledo in unmittelbarer Nachbarschaft zur Mudéjar-Kirche Santiago del Arrabal.

## Puerta Vieja de Bisagra
Das alte Stadttor ist ein aus Hausteinblöcken im unteren Teil und Bruch- und Ziegelsteinen im oberen Teil zusammengesetzter Bau aus der Zeit der islamischen Herrschaft über die Stadt. Während der untere Teil mit seinem massiven steinernen Sturzbalken eher wehrhaft und massiv wirkt, ist der obere Teil durch eingestellte Säulen, aus Ziegelstein gemauerte Hufeisenbögen, die sowohl rund als auch spitz zulaufen können, und dem beständigen Wechsel zwischen den Steinmaterialien beinahe elegant und repräsentativ gestaltet. Man kann vermuten, dass der obere Teil mit dem durchfensterten Wachraum und einer zinnenumkränzten Plattform nicht dem Originalzustand entspricht, sondern etliche Jahrzehnte nach der Einnahme der Stadt durch König Alfons VI. von León im Jahr 1085, der – was wenig glaubhaft erscheint – im Triumph durch dieses Tor in Toledo eingeritten sein soll, im damals modischen Mudéjar-Stil dekorativ neugestaltet wurde.

## Puerta Nueva de Bisagra

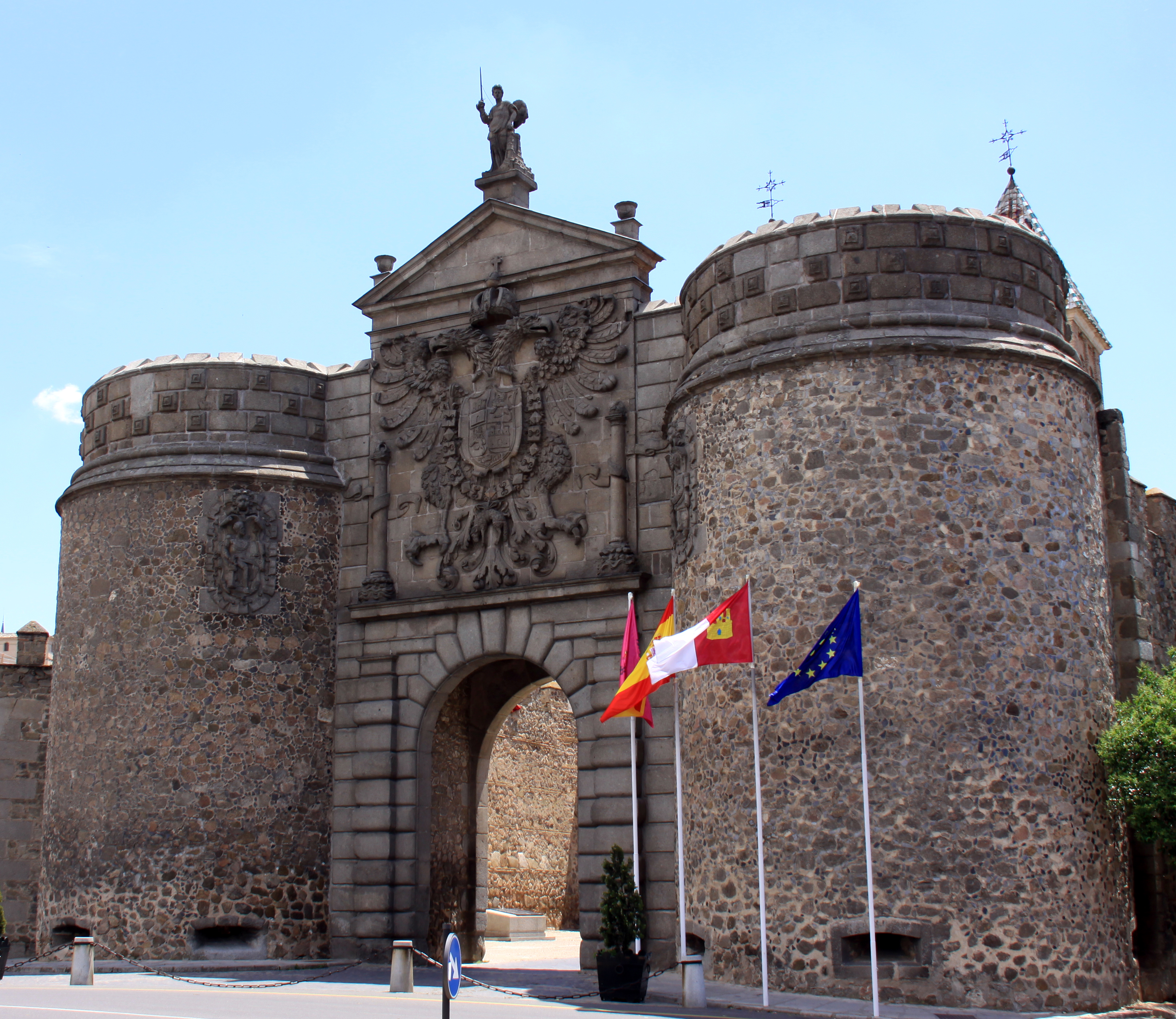
Puerta Nueva de Bisagra, Landseite

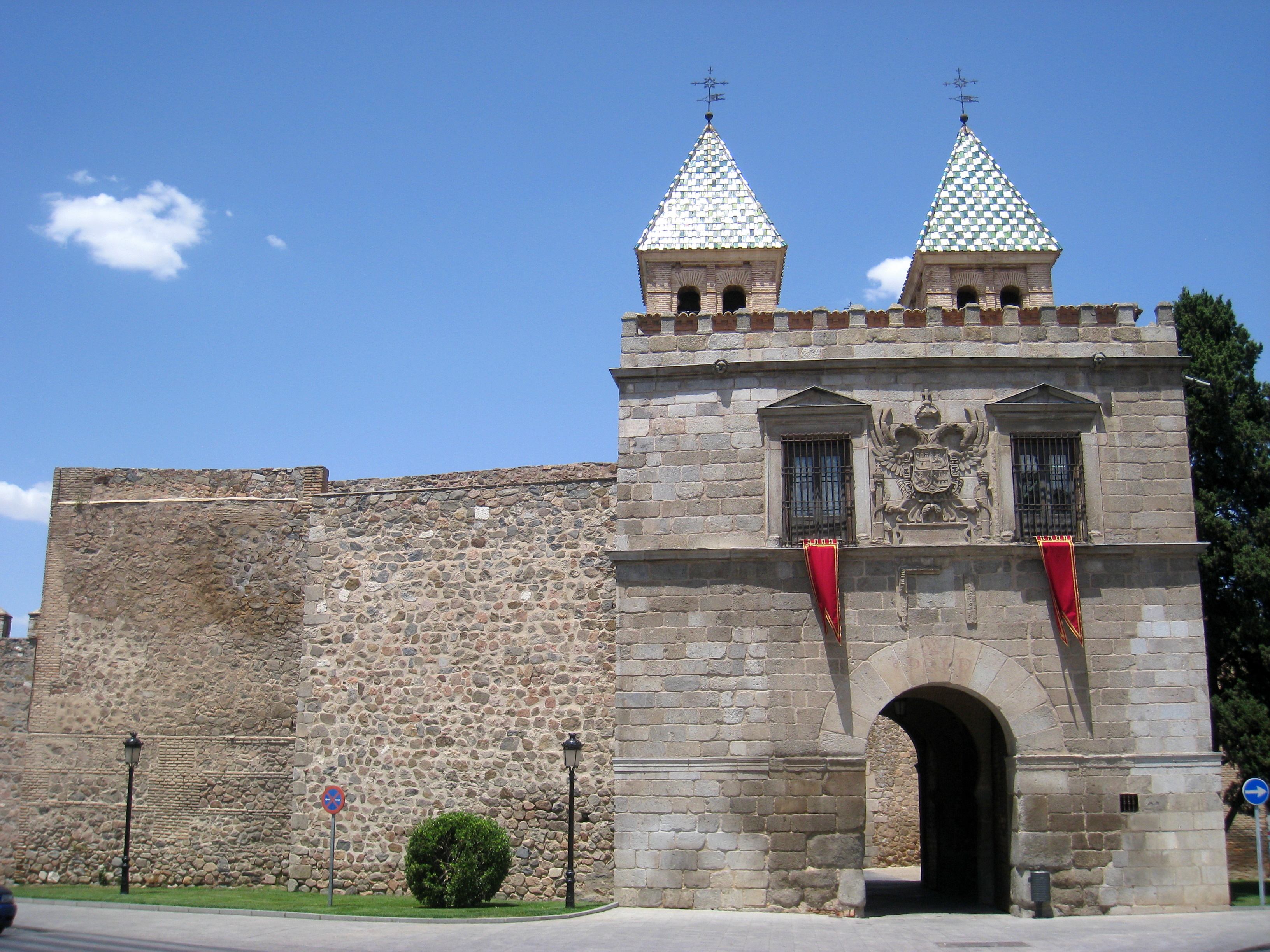
Puerta Nueva de Bisagra, Stadtseite

Mitte des 16. Jahrhunderts beschloss der Rat der Stadt einen repräsentativen Neubau des Stadttores, der auch für Wagen, Reiter und Kutschen geeignet sein sollte. Mit seinem Bau wurde der Renaissance-Architekt Alonso de Covarrubias beauftragt, der die Anlage in den Jahren 1559/60 fertiggestellt haben soll. Der doppeltorige Komplex der Puerta de Bisagra nueva mit einem ummauerten Innenhof von etwa 12 Metern Breite und 25 Metern Länge, in welchem Waren kontrolliert und umgeladen werden konnten, verlor jedoch schon bald an Bedeutung, denn im Jahr 1561 verlegte der spanische Monarch Philipp II. die Hauptstadt des Landes in das ca. 80 Kilometer nordöstlich gelegene Madrid.

### Äußeres Tor
Das äußere Tor mit seinen beiden seitlichen Rundtürmen aus Bruchsteinen ähnelt einem Burgtor, dessen Mittel- und Oberteil jedoch von exakt behauenem Steinmaterial gebildet wird. Imposant ist das große steinerne Wappen Spaniens mit dem gekrönten Doppeladler des Hauses Habsburg, den beiden seitlichen Säulen des Herkules, dem Wappenschild mit zwei Burgen (castillo = ‚Kastilien‘) und zwei Löwen (león = ‚León‘) in den vier Mittelfeldern sowie einem kleinen Granatapfel (granada) im unteren Zwickel und der umgebenden Kette des Ordens vom Goldenen Vlies mit anhängendem Widderfell.

### Inneres Tor
Das Gesamtansicht des stadtseitigen Tores mit seinen beiden hochaufragenden seitliche Türmen mit pyramidenförmigen Dächern ähnelt beinahe der einer Kirche. Auf der aus exakt behauenen Steinen gemauerten Stadtseite findet sich – gerahmt von zwei Fenstern mit Dreiecksgiebeln – erneut ein steinerner Wappenschild mit dem spanischen Königswappen. Dagegen bestehen die Mauern der Hofseite mit den beiden seitlichen Türmen wieder aus einer Mischung von Bruch- und Ziegelsteinen, wie sie an vielen Bauten Toledos vom 13. bis zum 15./16. Jahrhundert üblich waren.